# Cantonul Briouze
Cantonul Briouze este un canton din arondismentul Argentan, departamentul Orne, regiunea Basse-Normandie, Franța.

## Comune
- Briouze (reședință)
- Craménil
- Faverolles
- Le Grais
- La Lande-de-Lougé
- Lignou
- Lougé-sur-Maire
- Le Ménil-de-Briouze
- Montreuil-au-Houlme
- Pointel
- Saint-André-de-Briouze
- Sainte-Opportune
- Saint-Georges-d'Annebecq
- Saint-Hilaire-de-Briouze
- Les Yveteaux